# Cajsa Stina
Cajsa Stina är Cajsa Stina Åkerströms debutalbum från 1994. Hon skrev alla låtarna själv. Den innehåller hennes stora hitlåt "Fråga stjärnorna", som hon ofta förknippats med.
Albumet nominerades i tre kategorier i Grammisgalan 1995. Videon till Fråga stjärnorna vann en Grammis.”

## Låtlista
All text och musik är skriven av CajsaStina Åkerström.
1. Fråga stjärnorna – 4:16
2. Änglarna håller hov ikväll – 3:38
3. Du (Vill se dig igen) – 4:31
4. Om jag var din flicka – 3:41
5. Minnen – 4:22
6. Vill du veta vem jag är – 4:54
7. Glöm inte bort – 5:07
8. Som en blixt (en klarblå dag) – 2:53
9. Alla blickar du gav – 4:14
10. Mirakel – 4:40

## Medverkande
- Sven Lindvall - bas
- Kristoffer Wallman - keyboard
- Mattias Torell - gitarr
- Johan Vävare - synt

## Listplaceringar
| Lista (1994-1996) | Topplacering |
| ----------------- | ------------ |
| Sverige           | 4 .          |